# 5th Golden Globe Awards
5th Golden Globe Awards var den femte uddeling af Golden globe awards, der hyldede det bedste indenfor film i 1947. Uddelingen blev afholdt 10. marts 1948 i Hollywood Roosevelt Hotel i Los Angeles, USA.

## Vindere

### Bedste film
Mand og mand imellem indstrueret af Elia Kazan

### Bedste mandlige hovedrolle
Ronald Colman - Jalousi

### Bedste kvindelige hovedrolle
Rosalind Russell - Mourning Becomes Electra

### Bedste skuespiller i en birolle i en film
Edmund Gwenn - Miraklet på Manhattan

### Bedste skuespillerinde i en birolle i en film
Celeste Holm - Mand og mand imellem

### Bedste instruktør
Elia Kazan - Mand og mand imellem

### Bedste manuskript
Miraklet på Manhattan skrevet af George Seaton

### Bedste musik
Vi og vores far komponeret af Max Steiner

### Fotografering
Den sorte lilje fotograferet af Jack Cardiff

### Mest lovende nykommer - Mand
Richard Widmark i Dyrekøbt

### Mest lovende nykommer - Kvinde
Lois Maxwell i That Hagen Girl

### Special Award - Bedste ungdomsskuespiller
Dean Stockwell i Mand og mand imellem

### Special Achievement Award
Walt Disney for Bambi (Hindustani version) for at fremme indflydelsen på film